# Thérèse Raquin
Thérèse Raquin es una novela del escritor naturalista Émile Zola, escrita en 1867.

## Resumen
Una joven llamada Thérèse, se casa con su primo, con el que vive, junto a su tía, condenada a una existencia monótona. Poco tiempo después de la boda, Camille lleva a su casa a un amigo llamado Laurent, por el que Teresa se siente atraída, comienzan una relación y esto les lleva a cometer un crimen, y por tanto a terribles remordimientos. La obra puede dividirse en tres partes.

### Primera parte
La primera parte relata los orígenes de la familia y se centra sobre todo en el carácter febril de Camille y en el afán de su madre por alejarlo de las garras de la muerte. La llegada de Thérèse a la familia le obliga a sufrir con su primo todos los tormentos de su enfermedad, llevándola a dormir junto a él, a pasar tardes enteras en silencio para evitar que enfermara, y de forma general, reduciéndola a un estado de inopia y de apatía frente a los placeres de la vida. La vida en común lleva a plantearse a la señora Raquin un matrimonio entre ambos que se realiza cuando Thérèse alcanza la mayoría de edad. La vida parisina en pareja les va a llevar a integrarse en esta y a organizar veladas los jueves por la tarde en compañía de viejas amistades de la campaña.

### Segunda parte
Una vez conocida cierta libertad en París, se ve resignada a la oscuridad de una tienda, solo acompañada de unas personas que se reúnen allí periódicamente para cenar, allí aparece Laurent, siente una sensación de pasión tan fuerte que arriesga todo lo que tiene, sin importarle la posibilidad de un descubrimiento, y ante el crimen cometido, permanece impasible.

### Tercera parte
Se relatan los sentimientos de remordimiento de los asesinos tras cometer el crimen, la pasión de los amantes se convierte en rechazo, odio y miedo.

## Estilo
El autor no dedica mucho tiempo de la obra a la acción ni a contar los sucesos, sino más bien a analizarlos, haciendo un tratamiento profundo de los personajes, analizando detalladamente los pensamientos y emociones de cada uno. La parte final es especialmente emotiva y dramática.
Zola fue acusado de obsceno al escribir esta obra, ya que muestra sin escrúpulos aspectos muy desagradables.

## Adaptaciones
Esta obra literaria fue llevada al cine y a la televisión en varias ocasiones. Dos de las adaptaciones más notables son la francesa Thérèse Raquin en 1953 del prestigioso director Marcel Carné, trasladando la acción a la época contemporánea y protagonizada por Simone Signoret y Raf Vallone; y la película estadounidense In Secret en el año 2013, destacando las notables interpretaciones de Elizabeth Olsen como Thérèse y Jessica Lange como Madame Raquin. Oscar Isaac y Tom Felton actúan como Laurent y Camille respectivamente. De la misma manera, la obra Thirst del director surcoreano Park Chan-Wook encuentra su principal inspiración en la novela.
- Datos: Q268545
- Multimedia: Thérèse Raquin / Q268545